# Internationaux de Strasbourg 1988
Internationaux de Strasbourg 1988 — жіночий тенісний турнір, що проходив на відкритих кортах з ґрунтовим покриттям у Страсбургу (Франція). Належав до турнірів 2-ї категорії в рамках Туру WTA 1988. Турнір відбувся вдруге і тривав з 16 до 22 травня 1988 року. Друга сіяна Сандра Чеккіні здобула титул в одиночному розряді.

## Фінальна частина

### Одиночний розряд
Сандра Чеккіні —  Юдіт Візнер 6–3, 6–0
- Для Чеккіні це був 1-й титул за рік і 8-й — за кар'єру.

### Парний розряд
Манон Боллеграф /  Н Брандтке —  Дженні Бірн /  Джанін Тремеллінг 7–5, 6–7(11–13), 6–3
- Для Боллеграф це був єдиний титул за сезон і 1-й — за кар'єру. Для Прові це був єдиний титул за сезон і 1-й — за кар'єру.